# ريزوما (تريكالا)
ريزوما (Ρίζωμα) هي مدينة في تريكالا في مقاطعة فوريا إلادا في اليونان.